# Batallón Depósito de Arsenales 601
El Batallón Depósito de Arsenales 601 Domingo Viejobueno fue una unidad del Ejército Argentino que estaba a cargo de la defensa del cuartel situado en el municipio de Monte Chingolo, provincia de Buenos Aires.

## Historia
Ataque de 1975
El 23 de diciembre de 1975, el Batallón Domingo Viejobueno fue objeto de un ataque por parte del Batallón Urbano José de San Martín formado por 250 efectivos, perteneciente al Ejército Revolucionario del Pueblo, en lo que fue la mayor operación militar de la historia de la fuerza guerrillera. El objetivo del ERP era sustraer el armamento del arsenal del ejército para armarse, pero la unidad a cargo de la defensa del depósito, por entonces conducida por el coronel Eduardo Abud, consiguió repeler el ataque.
Según un artículo del diario digital argentino Infobae, el mismo diario tuvo acceso a unos documentos desclasificados del ejército a través de los cuales se desmentía la hipótesis de que el batallón estaba informado previamente por la inteligencia militar y se habría preparado para la defensa del cuartel. Según estos documentos el cuartel contaba en ese momento con el efectivo de seguridad normal más 16 efectivos.
Etapa durante la última dictadura
Durante la última dictadura cívico-militar, estuvo a cargo del Área 111, dependiente de la Subzona 11, que estaba a cargo de la X Brigada de Infantería Mecanizada. Dentro de la mencionada Área 111, estuvieron los centros clandestinos de detención conocidos como «el Pozo de Quilmes» (en Quilmes) y «Puesto Vasco» (en Don Bosco).
Inactivación
Para el año 1994, la unidad estaba efectivamente disuelta, y su equipo pasó al Batallón de Arsenales 601.